# باتريسيا تشنغ
باتريسيا تشنغ (بالإنجليزية: Patricia Cheng)‏ هي عالمة نفس أمريكية، ولدت في 1952.